# Türkenlinie

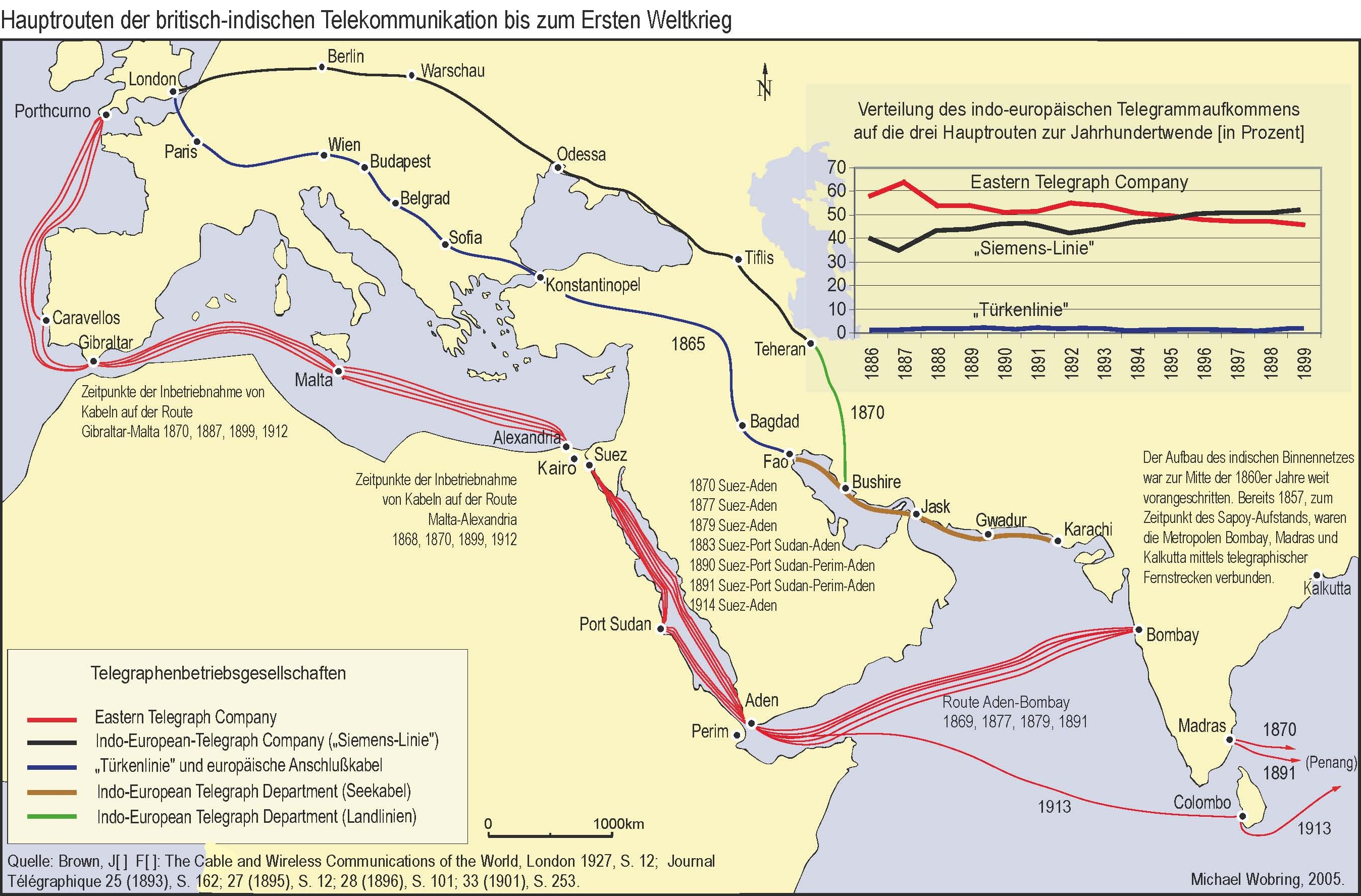
Hauptrouten der britisch-indischen Telekommunikation bis zum Ersten Weltkrieg. Die 1865 in Betrieb genommene Türkenlinie in Blau.

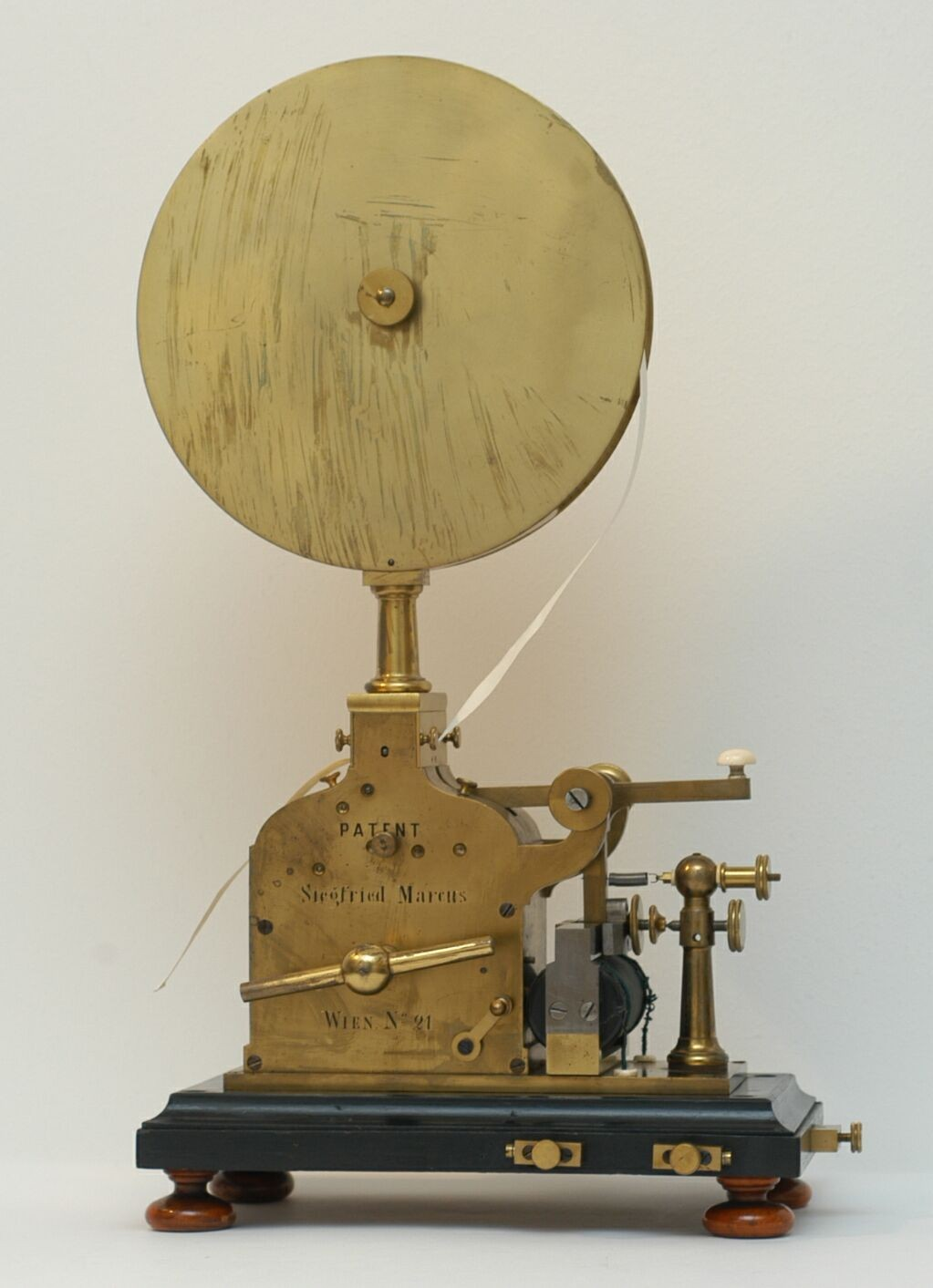
In den Zwischenstationen der Leitung wurden die eingehenden Telegramme auf Papierstreifen geschrieben und dann per Taste weitergesendet.

Die Türkenlinie war eine 1865 vom Britischen Indo-European Telegraph Department In Betrieb genommene internationale Telegraphenverbindung.

## Geschichte
Die 1863 begonnene Telegraphenlinie führte von London via Paris, Wien, Istanbul, Bagdad und Basra nach Karachi. Diese Leitung verkürzte den Nachrichtenaustausch zwischen Großbritannien und seiner Kolonie Indien von mehreren Wochen bzw. Monaten auf mehrere Stunden bzw. Tage. Sie war die erste von Erfolg gekrönte Kommunikationslinie ihrer Art. Federführend bei ihrer Errichtung war die deutsche Firma Siemens.
Zuvor hatte Großbritannien im Jahr 1859 vergeblich versucht, ein Seekabel entlang des Roten Meers zu verlegen. Von Aden sollte ein weiteres Seekabel direkt nach Bombay führen. Das Kabel im Roten Meer wurde zwischen Suez und Aden verlegt. Zwischen Alexandria und Sues bestand eine Landverbindung. Zwischen Alexandria und Frankreich bzw. Italien bestanden bereits mehrere Unterwasserkabelverbindungen. Nach kurzer Zeit hörten die Seekabel jedoch auf zu funktionieren. Die Korallenriffe zerrissen die Leitungen in der Strömung. Zudem wurde die Landverbindung zwischen Alexandria und Suez durch Einheimische sabotiert. Erst zehn Jahre später konnte eine erfolgreiche Verbindung durch das Rote Meer realisiert werden. Daher beschloss die Britische Regierung, eine Linie durch das Osmanische Reich und Persien zu realisieren. Landleitungen zogen bei einem Bruch nicht den Totalverlust der Leitung nach sich. Anderseits mussten diese ständig bewacht werden und waren extremen Wetterbedingungen, besonders in Persien, ausgesetzt. John Henry Grenner nahm 1860 im Auftrag der Britischen Regierung Verhandlungen mit der Regierung in Istanbul auf. Bestehende Telegraphenleitungen zwischen Istanbul und Bagdad sollten weitgehend mitverwendet werden. Zwischen Basra und Fao sollte ein neues Seekabel gelegt werden. Zeitgleich bemühte sich der Sondergesandte der britischen Regierung Henry R. Rawlinson um eine Konzession in Persien. Auch in Persien bestanden bereits Telegraphenleitungen, doch diese waren unzuverlässig, sie bildeten das Ziel von Sabotage durch Rebellen und Banditen, die Drähte und die eisernen Masten stahlen. Deswegen wurden zwei Leitungen durch das Land geplant. Der Schah von Persien gab 1871 sein Einverständnis für den Bau der Leitungen. Auch die türkische Regierung gab im selben Jahr ihre Zustimmung. In Persien gründete die britische Regierung eine Schutztruppe zur Sicherung der Leitungen.
Auch die Schweiz beteiligte sich an dem Projekt. So wurde eine Direktleitung Zwischen Basel und St. Gallen gelegt. St. Gallen übermittelte die Telegramme an den Knoten in Bregenz. Österreich verfügte bereits seit 1850 über Telegraphenleitungen zwischen Vorarlberg und Wien. Auch eine Leitung zwischen London, Paris und St. Luis existierte seit 1851. In diesem Jahr war das erste erfolgreiche Unterwasserkabel im Ärmelkanal verlegt worden. Am 13. November 1851 konnte die Leitung dem öffentlichen Verkehr übergeben werden. Bereits ein Jahr zuvor war ein Kabel durch den Kanal gelegt worden. Aber bereits nach mehreren Stunden versagte diese Leitung ihren Dienst. Ein Fischer aus Boulogne hatte das Kabel mit einem Beil zerhackt. Das Netz des Fischers hatte sich mit der Leitung verfangen. Er versuchte sein Netz zu befreien, indem er die Leitung an Bord zog und sie zerstückelte. Die Kabelenden schmiss er wieder ins Meer. Zur damaligen Zeit gab es keine Möglichkeit die treibenden Kabel wieder einzuziehen.
Im Februar 1865 konnten die ersten Telegramme zwischen London und Karachi ausgetauscht werden. Die Laufzeit eines Telegrammes betrug weniger als neun Stunden. Normalerweise wurde für die Übermittlung eines Telegrammes mit vier bis fünf Tagen gerechnet. Dabei ist zu bedenken, dass ein Telegramm im Osmanischen Reich über 135 Zwischenstationen lief. Telegramme wurden mit Morsecode gesendet und in den Stationen auf Papier geschrieben. Die Nachricht wurde nach dem Empfang per Morsetaste weitergesendet. Ein Telegramm von London nach Karachi war extrem teuer und kostete 78 Franken für 20 Wörter. 1870 bekam die Türkenlinie Konkurrenz durch die Indo-europäische Telegrafenlinie der Firma Siemens, welche über Deutschland und Russland nach Persien und dann weiter nach Karachi lief.